# غاوبيديان
غاوبيديان (بالصينية: 高碑店市) هي مدينة من مدن الصين. يبلغ عدد سكانها 580,000 نسمة حسب إحصائيات سنة 2009. تبلغ مساحتها 672 كم².